# Desmognathus auriculatus
La salamandra oscura del sur de Holbrook ( Desmognathus auriculatus ), anteriormente conocida simplemente como salamandra oscura del sur, es una especie de salamandra endémica del sureste de los Estados Unidos. Las fuentes más antiguas a menudo se refieren a él como el tritón de orejas . Anteriormente abundante, ha disminuido precipitadamente desde la década de 1960.

## Taxonomía
Como se definió anteriormente, como la salamandra oscura del sur, se pensaba que se extendía desde el sur de Virginia al sur hasta Florida y al oeste hasta Texas. Sin embargo, un estudio de 2008 encontró que D. auriculatus, era polifilético, con muchas poblaciones asignadas erróneamente a esta especie sobre la base de una morfología similar; por ejemplo, se encontró que las poblaciones de Texas pertenecían a la salamandra oscura manchada (D. conanti ). Se encontró que varias otras poblaciones asignadas a esta especie eran la salamandra parda del norte (D. fuscus), D. conanti o especies no descritas. En 2017, una de estas especies fue descrita como la salamandra oscura del sur de Valentine (D. valentinei). Un estudio de 2020 identificó tres linajes mitonucleares distintos que probablemente representaban especies distintas: D. auriculatus A (D. auriculatus sensu stricto ), D. auriculatus B y D. auriculatus C.
Fue descrito por John Edwards Holbrook y renombrado en su honor en 2017 para distinguirlo de D. valentinei .
Desmognathus fuscus carri era una subespecie de la salamandra oscura del norte que se cree que existió en la península de Florida antes de su inexplicable desaparición en la década de 1970. Un análisis filogenético de 2021 encontró que pertenecía a D. auriculatus sensu stricto, aunque era un linaje genético distinto.

## Distribución
Los tres linajes actualmente asignados a D. auriculatus se extienden a lo largo de la llanura atlántica desde el sur de Virginia hasta la península de Florida, y hacia el oeste hasta el Mango de Florida y el sur de Alabama. Sin embargo, ahora se cree que las poblaciones desde el sur de Virginia hasta Georgia pertenecen a los linajes distantemente relacionados D. auriculatus B y D. auriculatus C, que representan especies no descritas.

## Descripción

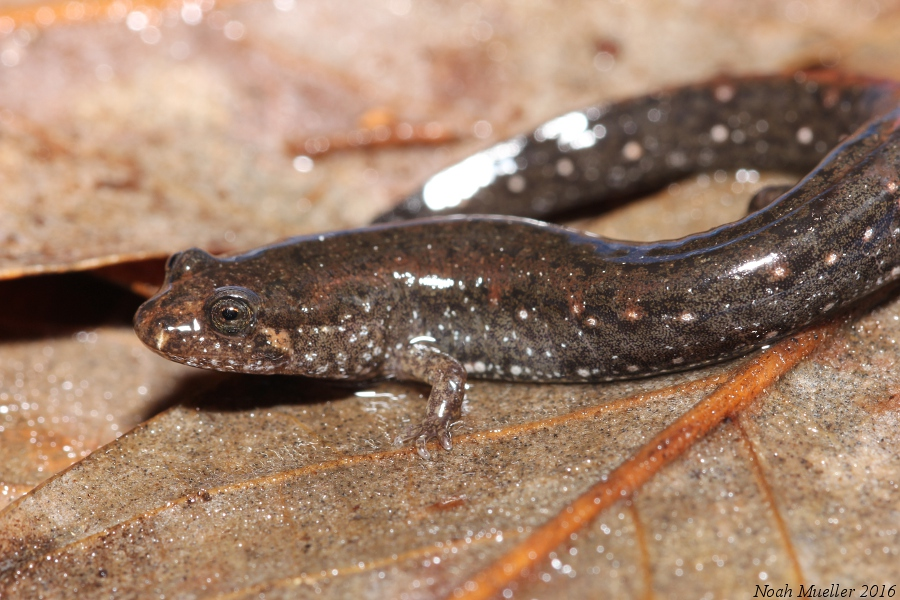
Salamandra oscura del sur, Florida

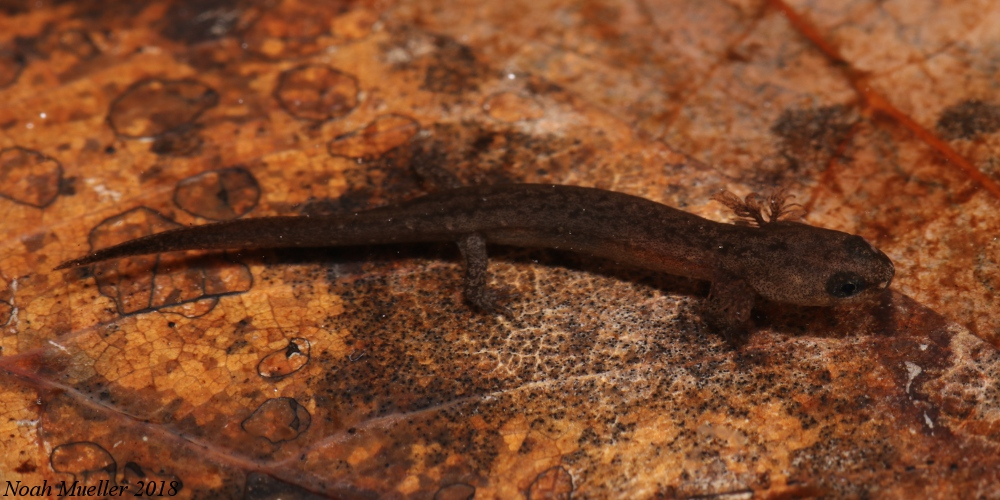
Larva de salamandra oscura del sur

La salamandra oscura del sur de Holbrook crece de 3 a 6 pulgadas de largo. Por lo general, es de color marrón oscuro a negro, con una cola larga y patas traseras que son notablemente más grandes que las patas delanteras.

## Conducta
La salamandra oscura del sur de Holbrook prefiere las áreas pantanosas y tánicas cerca de los estanques o bien las llanuras aluviales de arroyos y ríos. Es mayormente nocturno. La reproducción tiene lugar en los meses de otoño y las hembras ponen huevos en áreas húmedas y protegidas de escombros del suelo.

## Amenazas
El "verdadero" D. auriculatus, D. auriculatus A, antes era abundante pero ha experimentado disminuciones importantes e inexplicables desde finales de la década de 1960 hasta la década de 1970, desapareciendo de grandes áreas de hábitat óptimo y no perturbado. Ahora se encuentran en menos del 1 por ciento de su rango anterior. Aunque persiste en varios sitios en el sur de Georgia y el norte del estado de Florida, parece haber desaparecido por completo de la península de Florida. Se desconocen las causas exactas de estas disminuciones, ya que otras salamandras que habitan en las áreas, incluidas otras especies de Desmognathus, que no han visto las mismas disminuciones experimentadas por D. auriculatus .